# 지브란트
지브란트(독일어: Sibrand, 라틴어: Sibrandus 시브란두스[*])는 독일기사단의 거점이 된 아코 병원의 설립자다. 때문에 흔히 독일기사단 초대 총장으로 취급된다. 다만 독일기사단은 1192년 수도회 인가를 받았고, 기사단으로 전환된 것은 1198년이기 때문에 엄밀히는 옳지 않다.
1188년 아돌프 3세 폰 홀슈타인 백작의 군대에 종군하여 제3차 십자군에 참여하면서 우트르메르 지역으로 왔다. 1190년 9월 예루살렘왕 기 드 뤼지냥이 작성한 문서에 지브란트가 병원 설립자로 언급된다. 지브란트의 야전병원은 독일인들이 운영했으며, 아코 공방전 와중에 이용되었다. 아코가 함락된 뒤 기는 집 한 채를 지브란트에게 하사했고, 지브란트는 이 집을 아르메니아 병원으로 꾸며 보다 영구적인 거점으로 삼았다.
1191년 아크레에서 죽었다.